# 唐津温泉
唐津温泉（からつおんせん）は佐賀県唐津市大名小路にある温泉。

## 泉質
- ナトリウム・塩化物-硫酸塩泉
  - 泉温　19℃
  - 源泉名：唐津温泉　かぐや姫の湯
- 源泉温度が低いため、加温・循環濾過方式である。

## 温泉地
唐津市街地の一角に、高級旅館「綿屋」が一軒存在する。日帰り入浴可能。
旅館の建物は国の登録有形文化財に登録されている。料理は佐賀のイカを用いた食材が提供される。

## 歴史
- 1876年（明治9年）9月　- 「綿屋」が創業。
- 1983年（昭和58年）3月　- 国の登録有形文化財に登録された。
- 2003年（平成15年）12月　- 唐津温泉をボーリングによって、開湯した。

## アクセス
鉄道
- JR唐津線・唐津駅より徒歩約15分。

自動車
- 長崎自動車道唐津ICより車で約18分。